# Santos Cirilo y Metodio (título cardenalicio)
Santos Cirilo y Metodio es un título cardenalicio de la Iglesia Católica. Fue instituido por Francisco en 2023. Su primer titular es el cardenal Grzegorz Ryś, creado en el consistorio celebrado el 30 de septiembre de 2023.

## Titulares
- Grzegorz Ryś (30 de septiembre de 2023)